# Cheilocostus speciosus
Хейлокостус особливий, креповий імбир (Cheilocostus  speciosus) — вид рослин родини костові (Costaceae).

## Будова

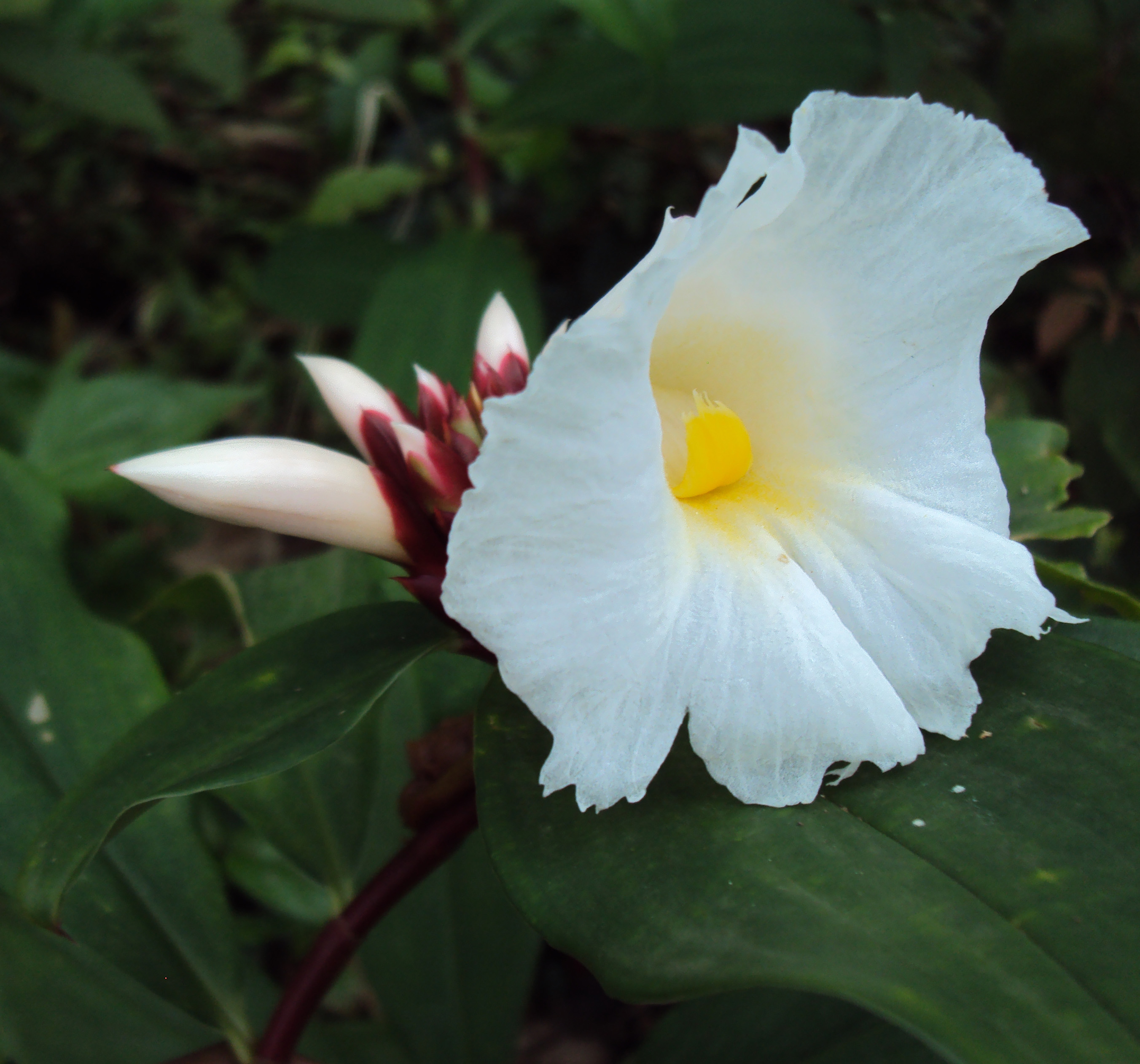
Білі квіти Cheilocostus speciosus

Висока рослина з великими (до 20 см) темно-зеленими листками, що розміщені на стеблі по спіралі. Може рости до 3 метрів у висоту. Великі  червоні початкоподібні суцвіття з'являють наприкінці літа. З суцвіття по черзі зацвітають великі білі хвилясті квіти, звідки походить його друга назва креповий імбир. Плід - червона коробочка з чорним насінням у білому м'ясистому лушпинні.

## Поширення та середовище існування
Походить з Південно-східної Азії. Росте у придорожніх канавах та болотистих лісах.

## Практичне використання
Рослину часто згадують у Аюрведі та Кама-сутрі як лікувальну та косметичну рослину.